# هان (تگزاس)
هان (به انگلیسی: Hahn) یک منطقهٔ مسکونی در ایالات متحده آمریکا است که در شهرستان وارتون، تگزاس واقع شده‌است. هان ۳۹٫۰۱ متر بالاتر از سطح دریا قرار دارد.